# Ai liberatori del Donbass
Ai liberatori del Donbass (in ucraino Твоїм визволителям, Донбасе?, Tvoïm vyzvolyteljam, Donbase; in russo Твоим освободителям, Донбасс?, Tvoim osvoboditeljam, Donbass) è un monumento nel parco di Lenin Komsomol, a Donec'k, dedicato alla memoria dei soldati che hanno liberato la regione del Donbass durante la Seconda guerra mondiale. È il più grande monumento nel sud-est dell'Ucraina, il principale monumento di storia militare della città e della regione.
Gli eventi commemorativi dedicati al Giorno della Vittoria si svolgono tradizionalmente vicino al monumento. I veterani percorrono il centro della città fino al monumento, dove si organizzano tavoli per banchetti nei vicoli vicino al monumento.
Oltre al monumento, il complesso memoriale comprende la piattaforma militare, un mini parco dei veterani, in cui è presente una campana dedicata al movimento clandestino partigiano.

## Descrizione
Il monumento è a forma di triangolo, composto da tre pareti inclinate che escono dal terreno e simboleggiano le sagome dei terrikon (cumuli di scorie delle miniera di carbone, alte come colline) caratteristici del Donbass. Ai piedi del monumento c'è una fiamma eterna. Su uno dei muri c'è una dedica: "1943. Ai tuoi liberatori, Donbass". Su un altro muro c'è una scultura in cui sono elencate le date della liberazione degli insediamenti dell'Oblast' di Donec'k.
Sulla piattaforma c'è una composizione scultorea, un minatore e un soldato, che tengono con la mano destra la spada con la lama rivolta verso il basso. La mano sinistra del Soldato viene sollevata, la mano sinistra del Minatore viene messa da parte. Dietro le figure sventola la bandiera a forma di stella a cinque punte. Il Soldato è un giovane, mentre il Minatore è un uomo adulto. I ritratti sono stati scolpiti senza modelli. Le sculture sono in rame, l'altezza è di 18 metri, l'altezza totale del monumento insieme al piedistallo e lo stendardo è di oltre 30 metri. Il piedistallo è rivestito esternamente di granito nero che sale dal suolo in senso angolare che simboleggia gli strati di carbone. Il piedistallo è vuoto all'interno.

## Creazione
Il Comitato Centrale del PCUS e il Consiglio dei ministri dell'Unione Sovietica emanarono il decreto sull'istituzione del monumento nel 1967. La squadra di scultori di Kiev iniziò a lavorare sulla creazione del monumento, ma non si andò mai oltre lo sviluppo dell'idea. Nel 1976, il gruppo degli scultori di Donec'k iniziò a lavorare effettivamente al monumento, tra cui gli scultori Jurij Baldin e Aleksandr Porožnjuk, gli architetti Vladimir Kiškan e Michail Ksenevič, l'ingegnere progettista Efim Rajgorodeckij. Vladimir Kiškan ha guidato il gruppo e ha dato molte idee sul design del monumento. Il monumento doveva essere concluso nel 40º anniversario della liberazione del Donbass, nel settembre 1983, ma venne effettivamente inaugurato l'8 maggio 1984 per il 39º anniversario della Giornata della Vittoria.

## Museo

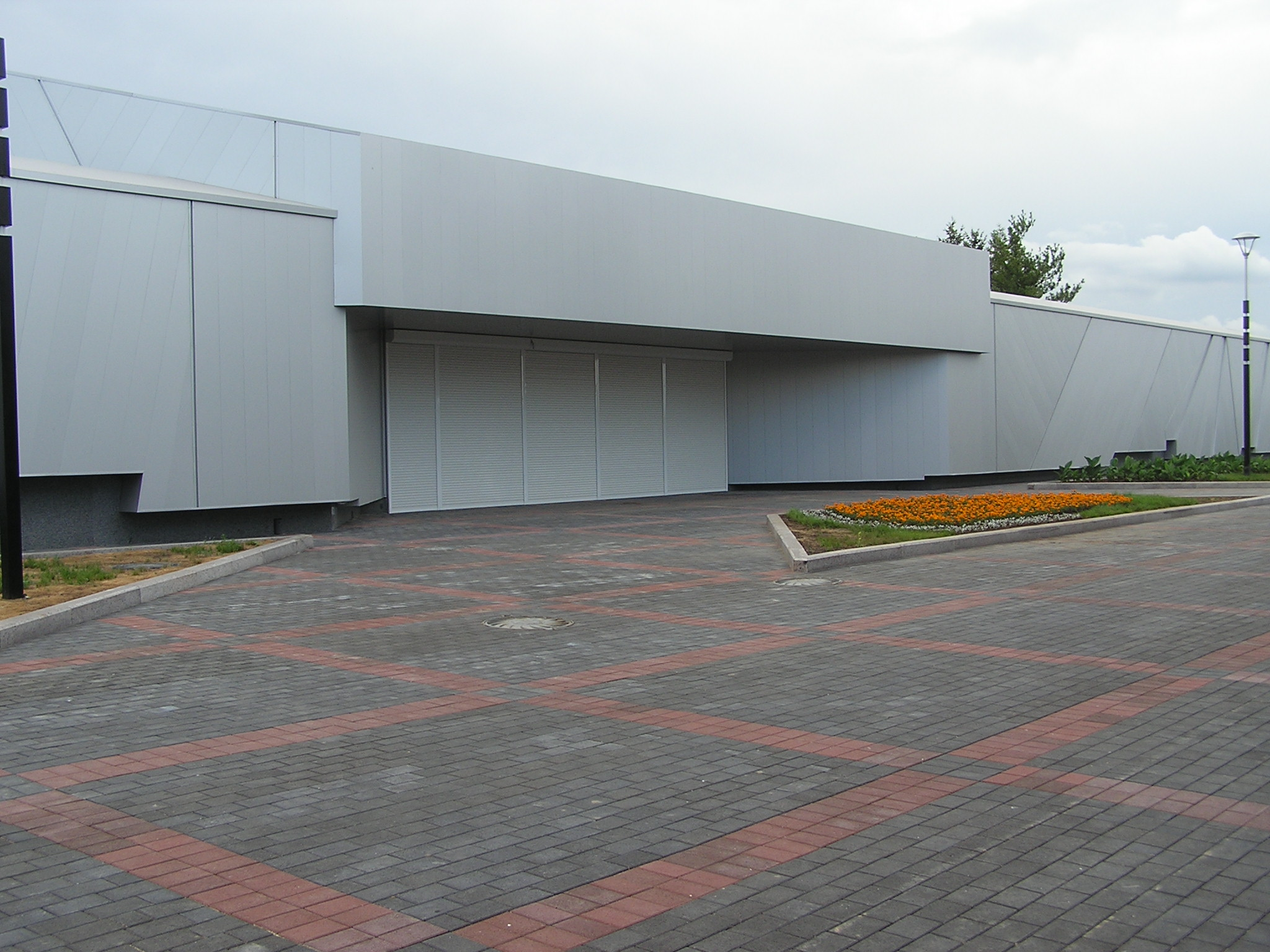
Museo

Inizialmente il museo era stato progettato all'interno del monumento, ma questa idea è stata abbandonata a causa delle difficili condizioni geologiche. Sotto il monumento c'era uno spazio con un'area totale di 3.500 metri quadrati e un'altezza di 18 metri. Questa stanza è stata utilizzata per conservare i vecchi scenari del teatro accademico ucraino e del teatro drammatico di Donec'k. Si pensava anche di creare un panorama a più livelli della seconda guerra mondiale.

## Equipaggiamento militare sul posto
Nel 2010, per onorare il 65º anniversario del Giorno della Vittoria, sono stati installati tre carri armati davanti al monumento: T-34-76, T-34-85, T-54/55, due cannoni anticarro ZIS-2, e ZiS-3. Carri armati e cannoni anticarro hanno partecipato alla liberazione di Stalino (attuale Donec'k).

Equipaggiamento militare
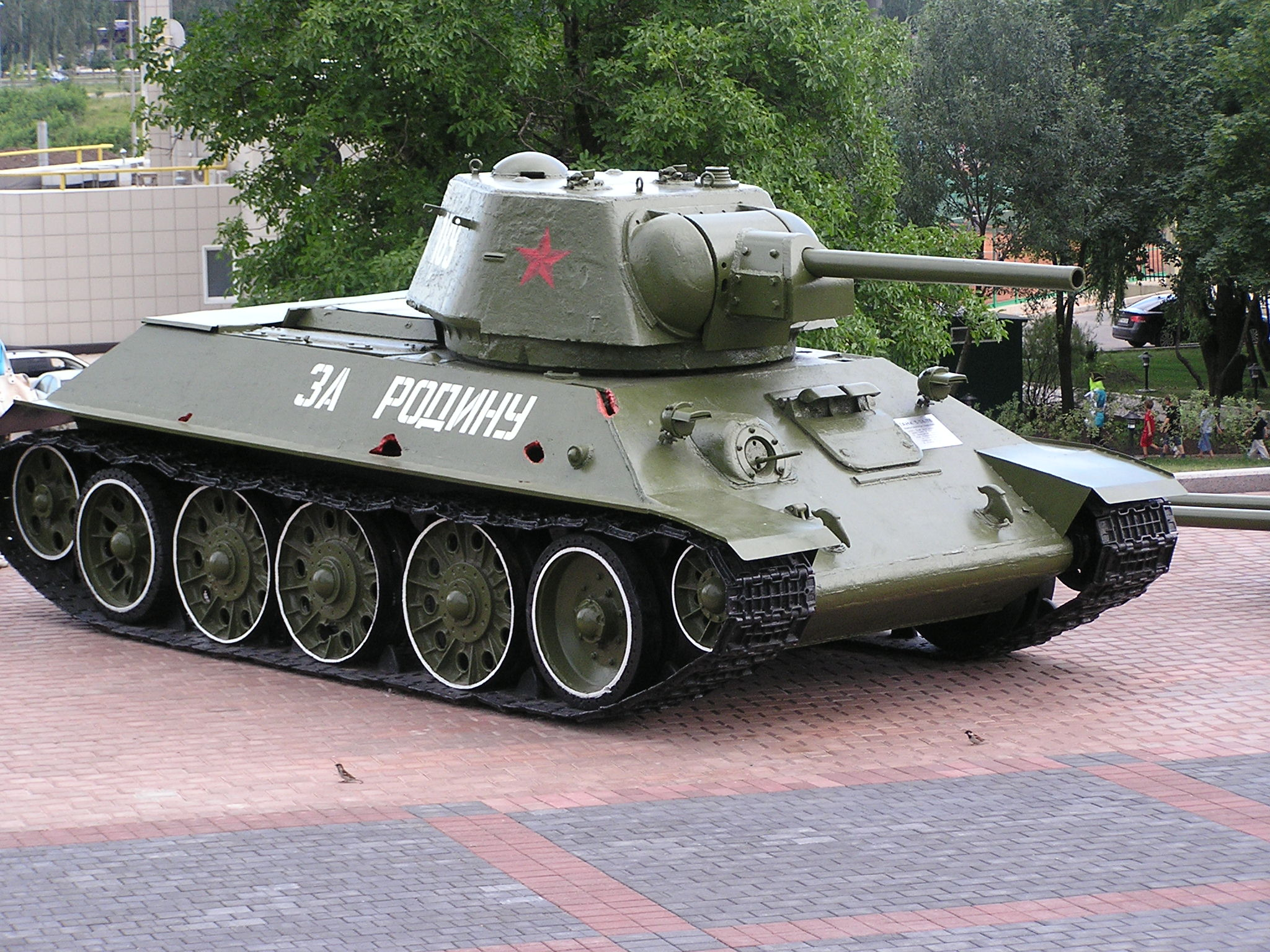
Т-34-76
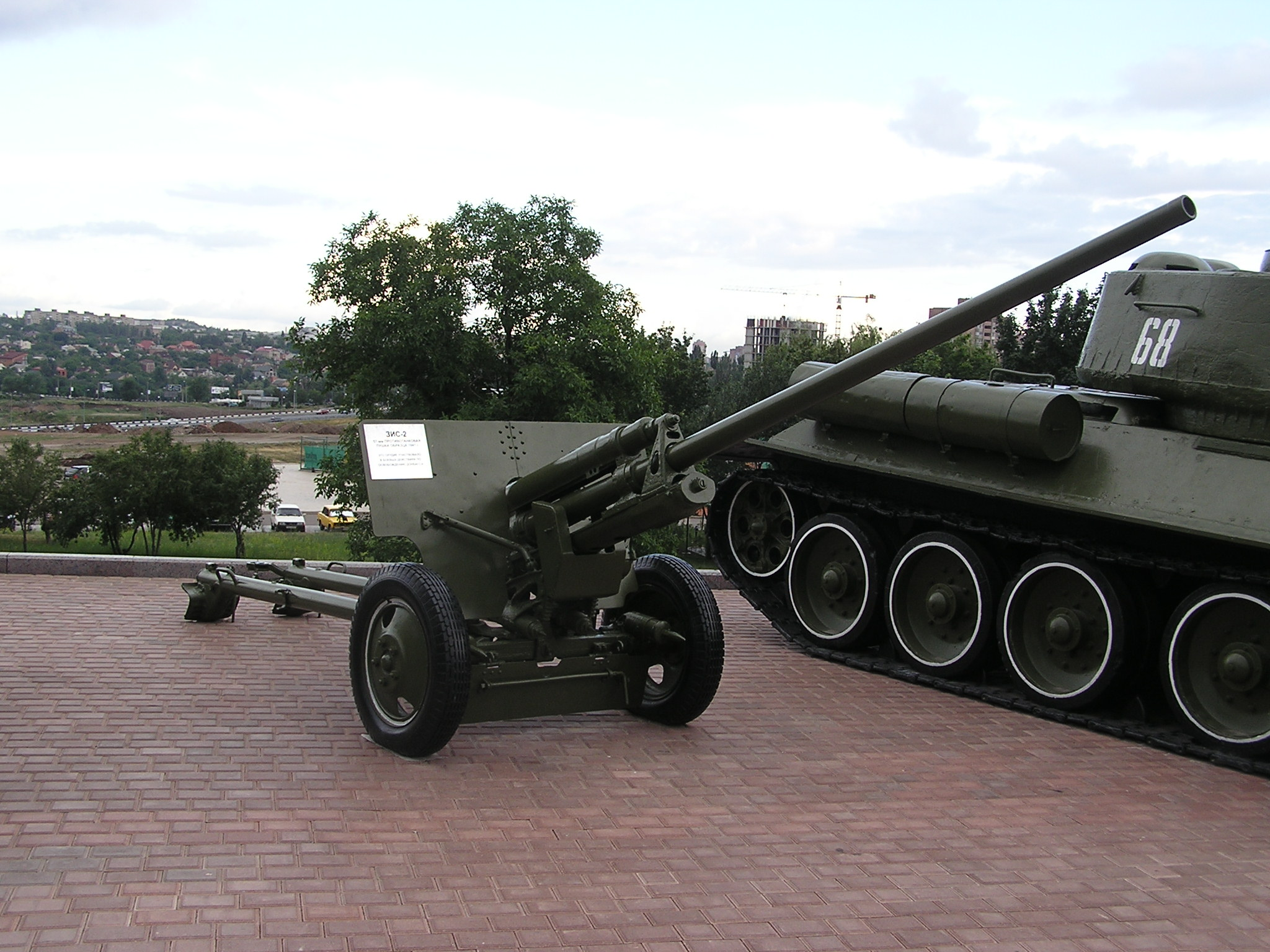
ZiS-2
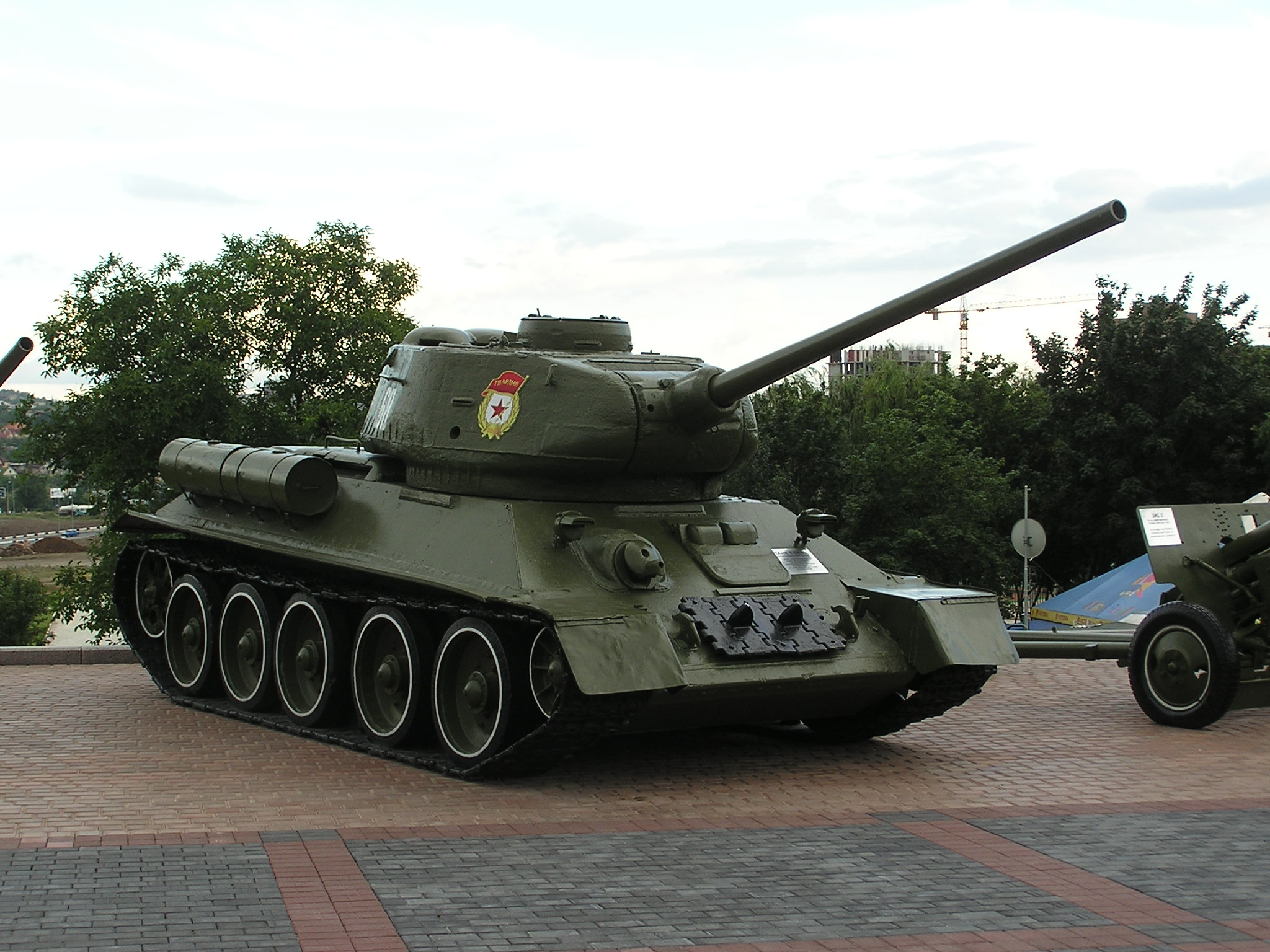
Т-34-85

## Galleria d'immagini

Monumento ai liberatori del Donbass
Il minatore e il soldato
Veduta a lato della statua
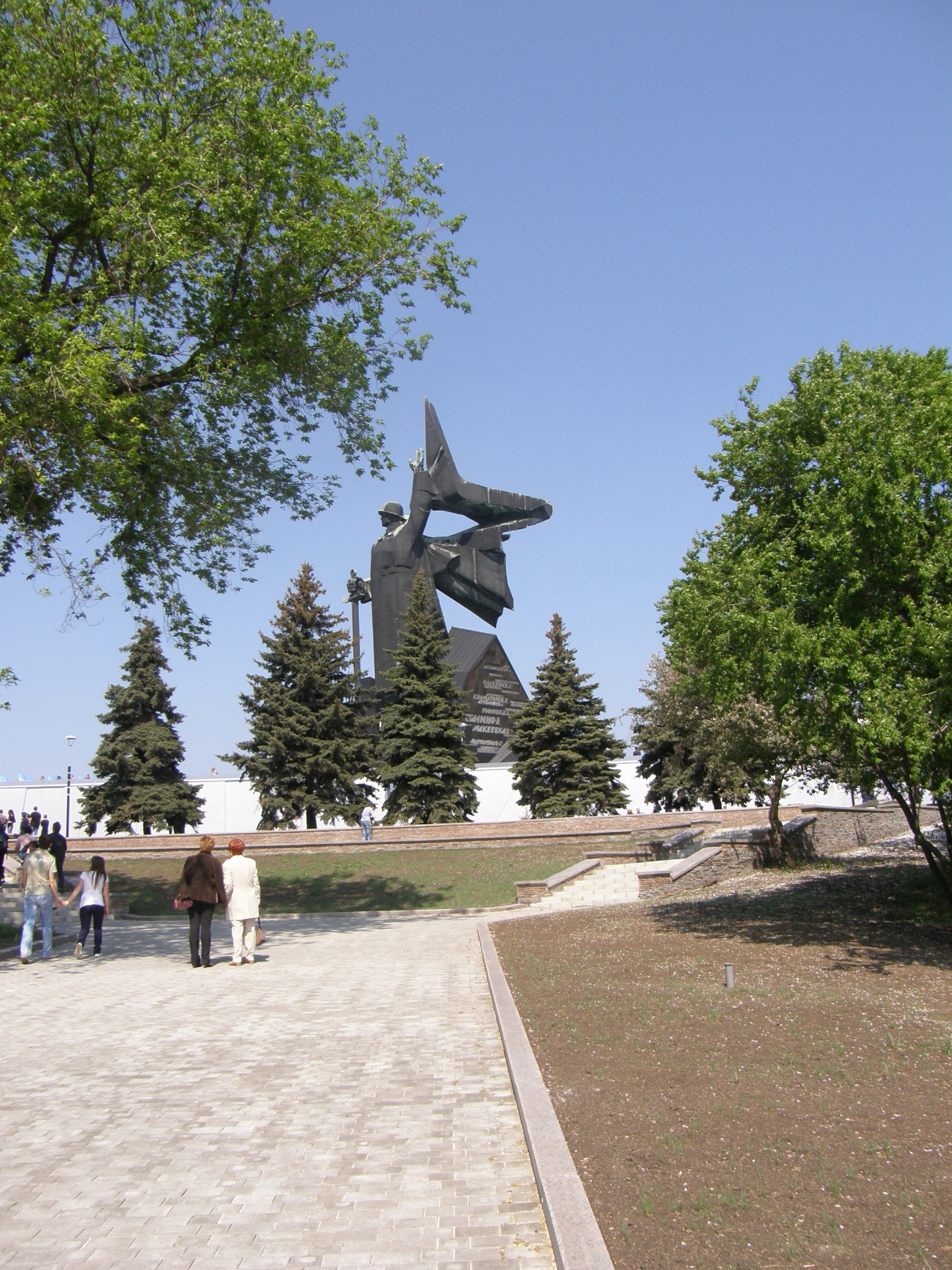
Vista dal lato sud-est
Monumento ai veterani della Guerra in Afghanistan (1979-1989)
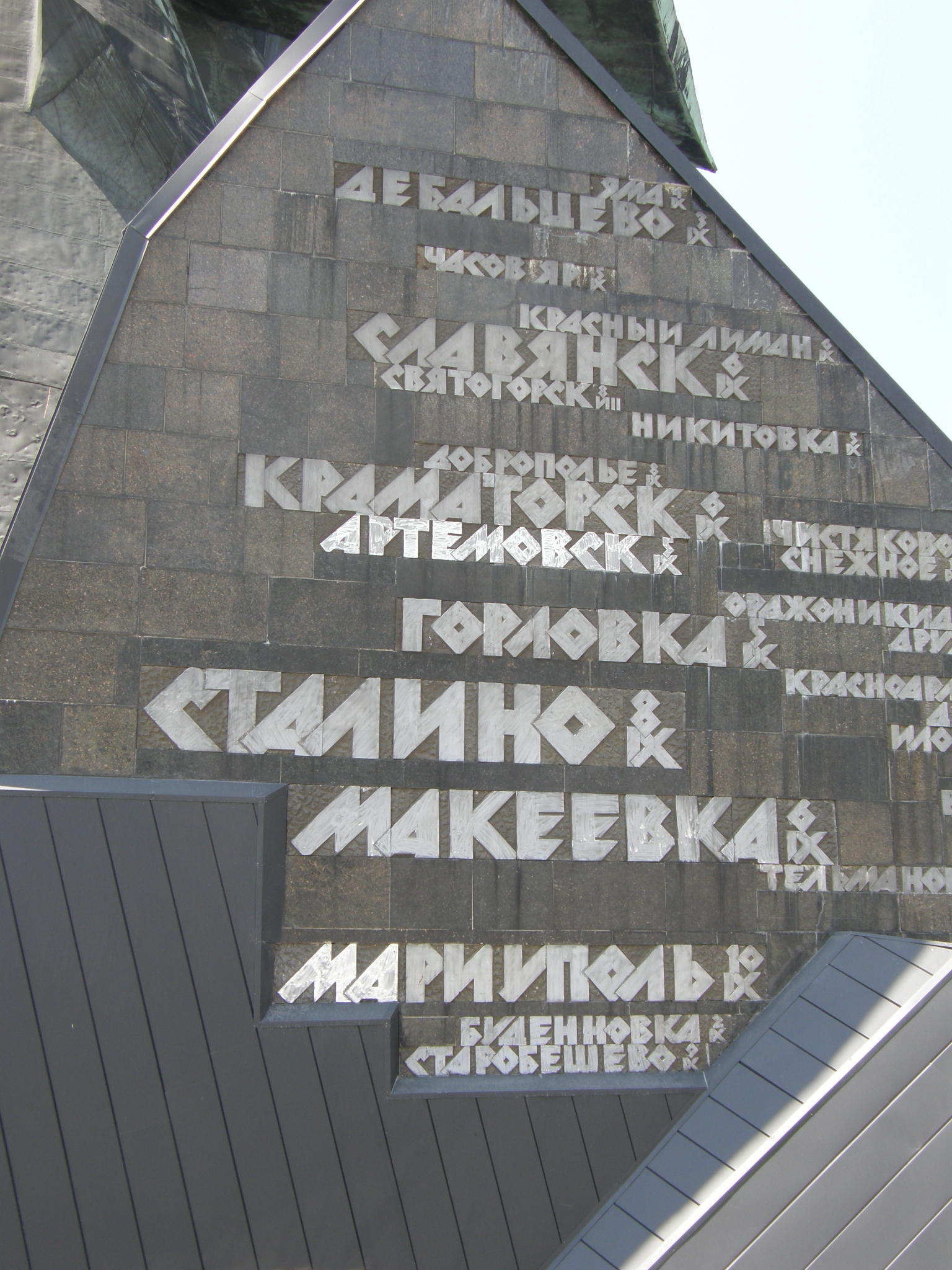
Parete con lastre che elencano le date della liberazione delle città dell'Oblast di Donec'k
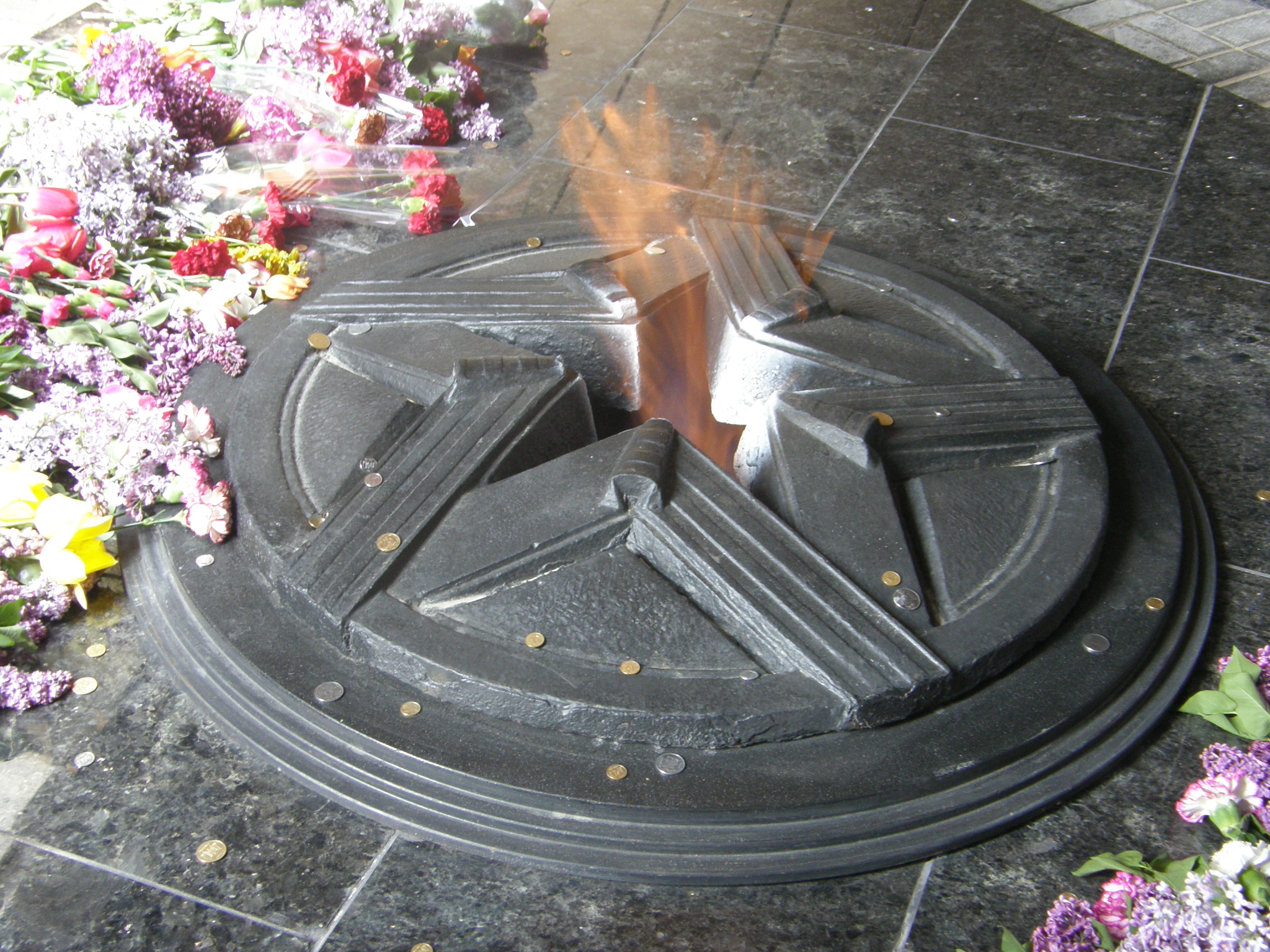
Fiamma eterna
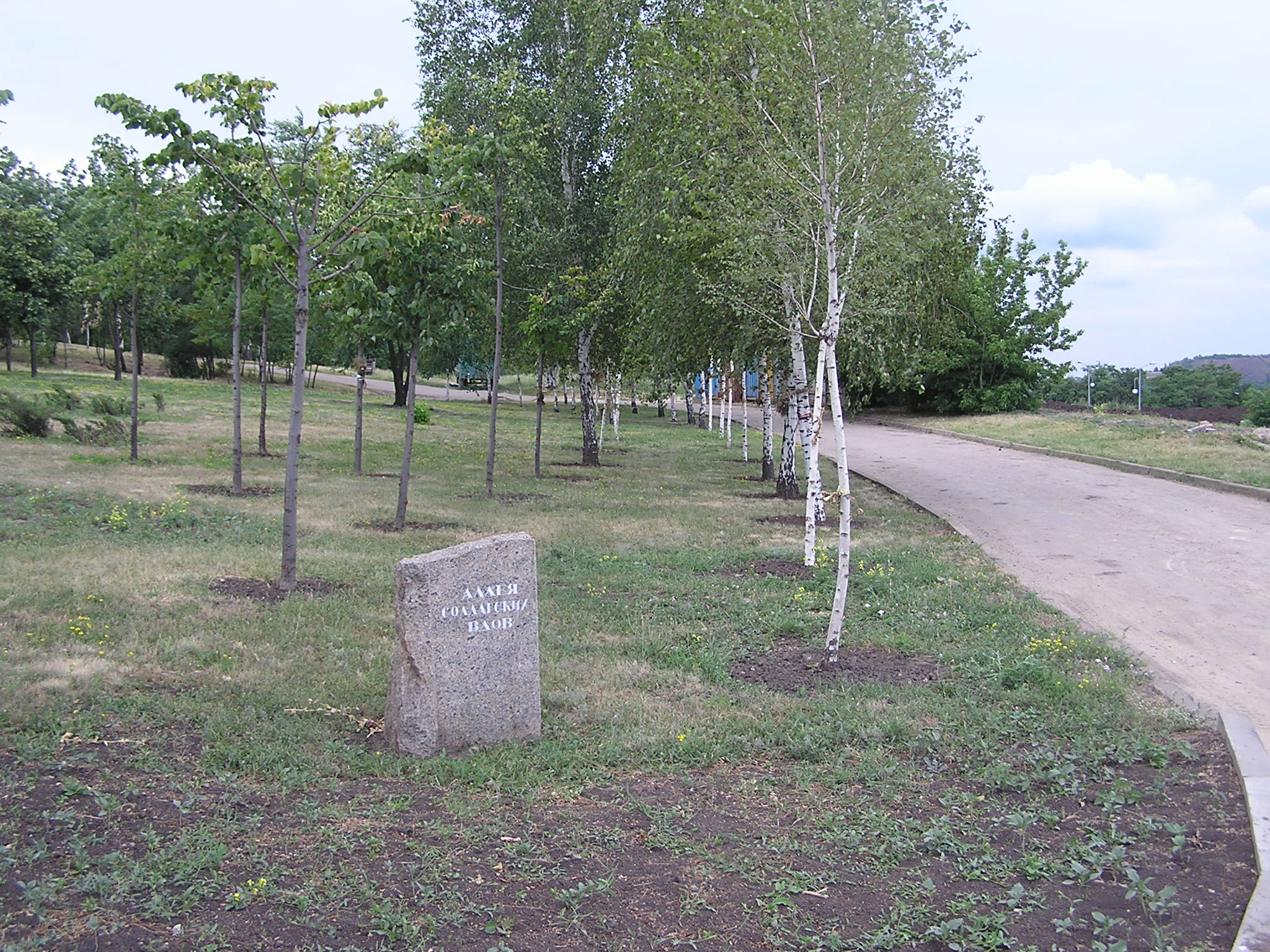
Vicolo delle vedove dei soldati
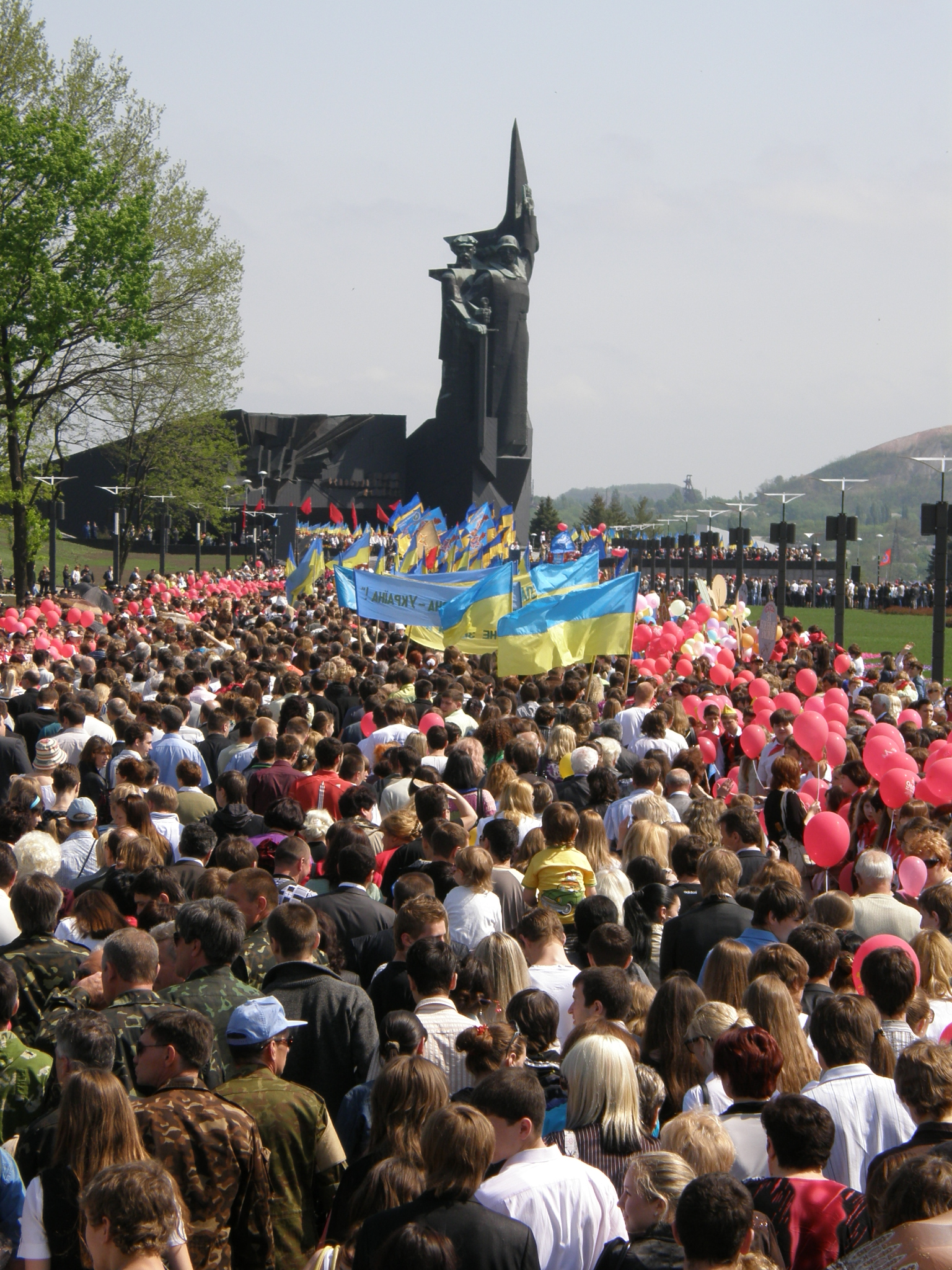
Giornata della vittoria, 2010
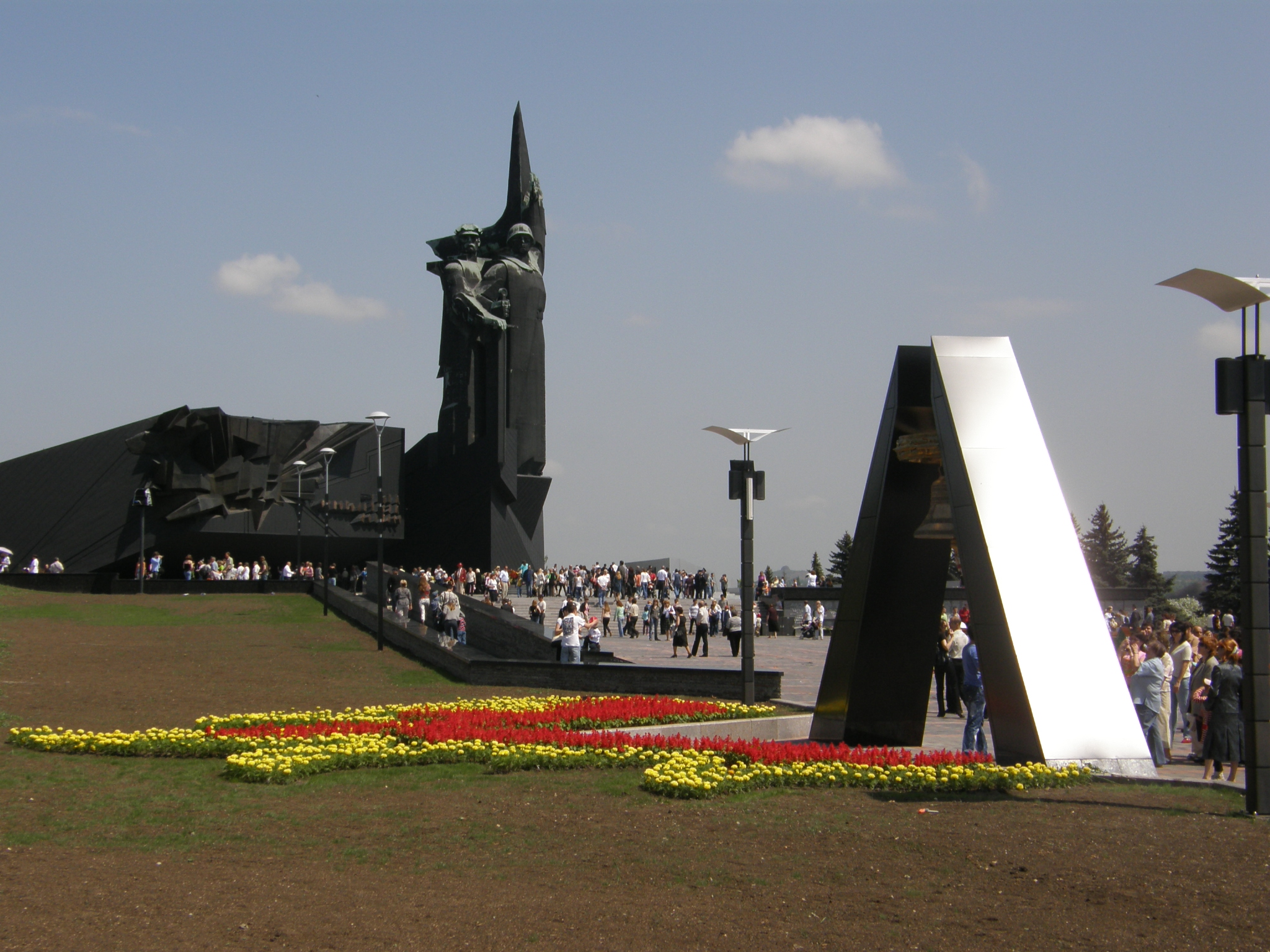
Giornata della vittoria, 2010